# Джон Екклс
Сер Джон Кер'ю Екклс (англ. John Carew Eccles; 27 січня 1903, Мельбурн, Австралія — 2 травня, 1997, Локарно, Швейцарія) — австралійський нейрофізіолог, лауреат Нобелівської премії з фізіології і медицині в 1963 році (спільно з Аланом Годжкіном і Ендрю Гакслі) «за відкриття, що стосуються іонних механізмів збудження і гальмування у периферичних і центральних ділянках нервових клітин». Багато працював для того щоб внести значний внесок у дослідження синапсу.
Зі своїм колегою, основоположником сучасної нейрохірургії Вайлдером Пенфілдом, який виконав понад 10 000 операцій на мозку, Екклс написав книгу «Таємниця людини».
Після Другої світової війни він став професором Університету Отаго в Новій Зеландії, де викладав.
Заявляв що «Ми повинні визнати, що ми духовні істоти, що володіють душами, які живуть в духовному світі, як і матеріальні істоти з тілом і мозком, що живуть з матеріальному світі». Також стояв на теологічних засадах. «Бог Творець космосу з його основоположними законами, починаючи з вишуканого кількісного дизайну так званого Великого вибуху та його наслідків… Інший — це Іманентний Бог, якому ми зобов'язані своїм існуванням. Якимось загадковим чином Бог є Творцем усіх живих форм ... і ... людських осіб, кожна зі свідомою самосвітністю безсмертної душі. На цьому трансцендентному баченні ми повинні будувати своє життя із самосвідомою метою(...)»
«Чим більше ми науково відкриваємо про мозок, тим чіткіше ми розрізняємо мозкові події та психічні явища і тим прекраснішими стають психічні явища. Матеріалізм який обіцяє — це просто забобон, який тримає догмати матеріалістів. Він має всі риси месіанських пророцтв, обіцяючи майбутнє, звільнене від усіх проблем — свого роду Нірвана для наших нещасних наступників. Я думаю, що матеріалізм який обіцяє все ще є головною вірою вчених. Але це багатообіцяєюче: що все буде пояснено, навіть інтимні форми людського досвіду з точки зору нервових закінчень ... Це просто релігійна віра ... забобони, засновані на жодних доказах, які взагалі не варто розглядати. Чим довше ми розуміємо роботу людського мозку, тим він стає чудовішим, тим унікальнішим від усього іншого у матеріальному світі.».  